# Falklandoglenes
Falklandoglenes é um gênero de aranhas da família Linyphiidae endêmico da América do Sul descrito em 1983.